# Næb
Et næb er et spidst ben-område på en fugl, der fungerer som fuglens mund. Betegnelsen bruges også hos visse andre dyrearter.

## Fuglenæb
Fuglenes næb er beklædt med et hornlag. Der er ingen tænder, men fuglenes næb er meget specialiseret efter hvilken føde, fuglen spiser.

## Næb hos andre dyr
Andre dyrearter end fugle har også mundpartier, der betegnes som næb. Det gælder blandt andet:
- delfiner og næbhvaler
- hornfisk[1]
- skildpadder[2]
- blæksprutter[3]
- næbdyr[4]
- næbmunde, herunder tæger